# Stratford (métro de Londres)
Pour les articles homonymes, voir Stratford.
Stratford (en anglais : Stratford Underground Station, est une station, des lignes : Central line, Jubilee line, du métro de Londres, en zone 2 et 3. Elle est située à Stratford dans le borough londonien de Newham, sur le territoire du Grand Londres.
Elle permet des correspondances avec les autres moyens de transport ferroviaire inclus dans la gare multimodale de Stratford : trains grandes lignes, trains de banlieue du réseau London Overground et le métro léger du Docklands Light Railway (DLR) par les plateformes de la station Stratford (DLR).

## Situation sur le réseau

Plan du réseau London Underground.

Établie en surface la station Stratford est imbriquée dans le complexe multimodale de la gare de Stratford elle est desservie par la Central line et la Jubilee line du métro de Londres. Elle est en zone 2 et 3 Travelcard.
Station de passage de la Central line, elle utilise les quais 6, 3 et 3a pour ses deux voies, entre les stations de Mile End, en direction de Ealing Broadway ou West Ruislip, et Leyton, en direction de Epping ou Hainault ou Woodford.
Station terminus est de la Jubilee line, elle utilise les quais 13, 14 et 15 pour les trois voies dédiées. Elle est précédée par la station West-Ham, en direction de Stanmore.

## Histoire
La première gare de Stratford est mise en service en 1839, néanmoins le premier service du métro a lieu le 4 décembre 1946 lors de l'ouverture à l'exploitation de la prolongation de la Central line depuis la station de Liverpool Street. La station terminus de Stratford, devient une station de passage le 5 mai 1947, lors du prolongement de la Central line jusqu'à la station de Leyton. Puis, jusqu'en 1957, les rames empruntèrent progressivement les voies de l'ancienne London and North Eastern Railway en direction des stations d'Epping, Ongar et Hainault.
Stratford devient une station terminus de la Jubilee line en 1999.

## Services aux voyageurs

### Accès et accueil
Stratford est située dans la zone tarifaire 3 de la Travelcard.

### Desserte

Installations et desserte
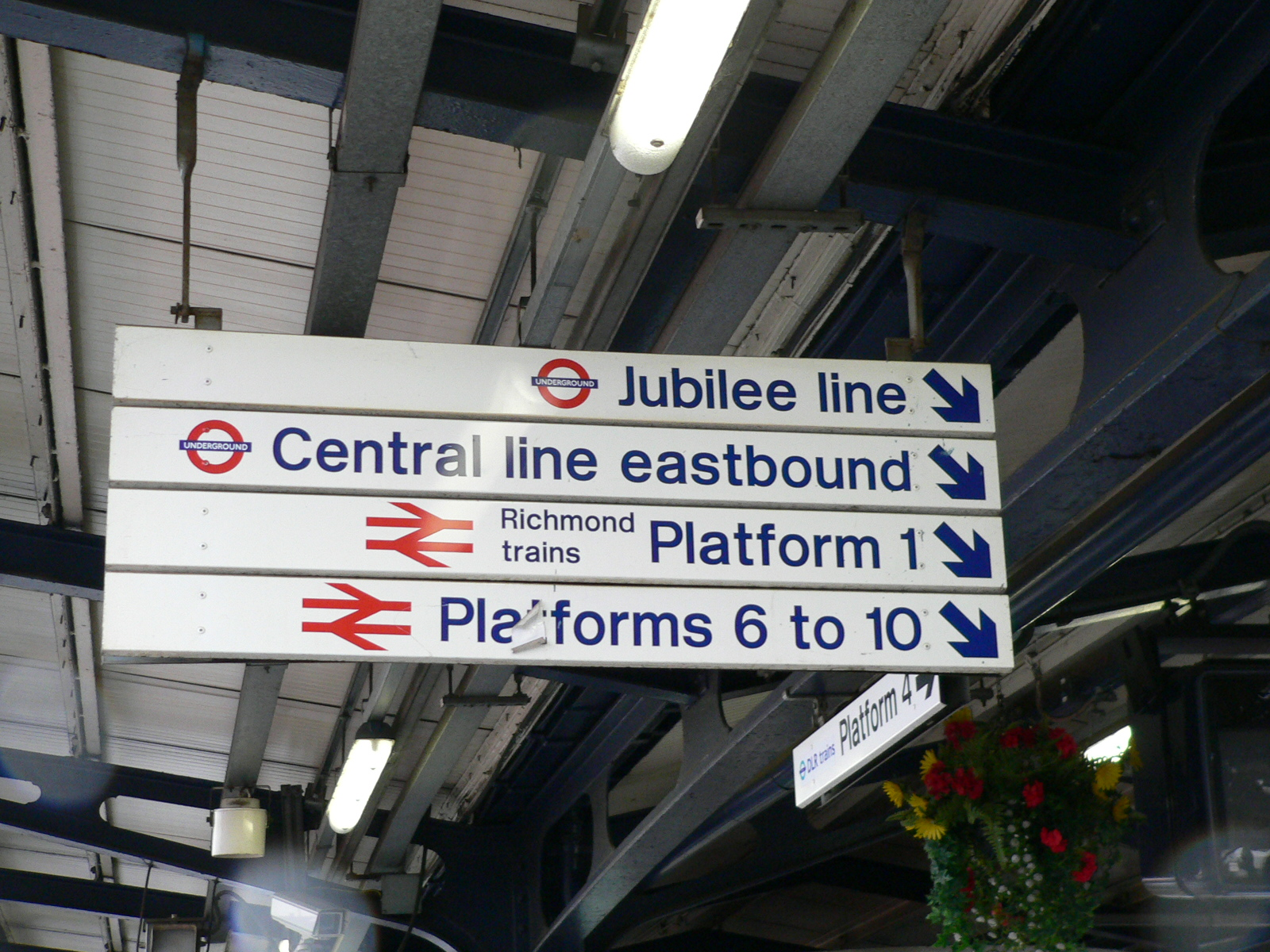
Signalisation.
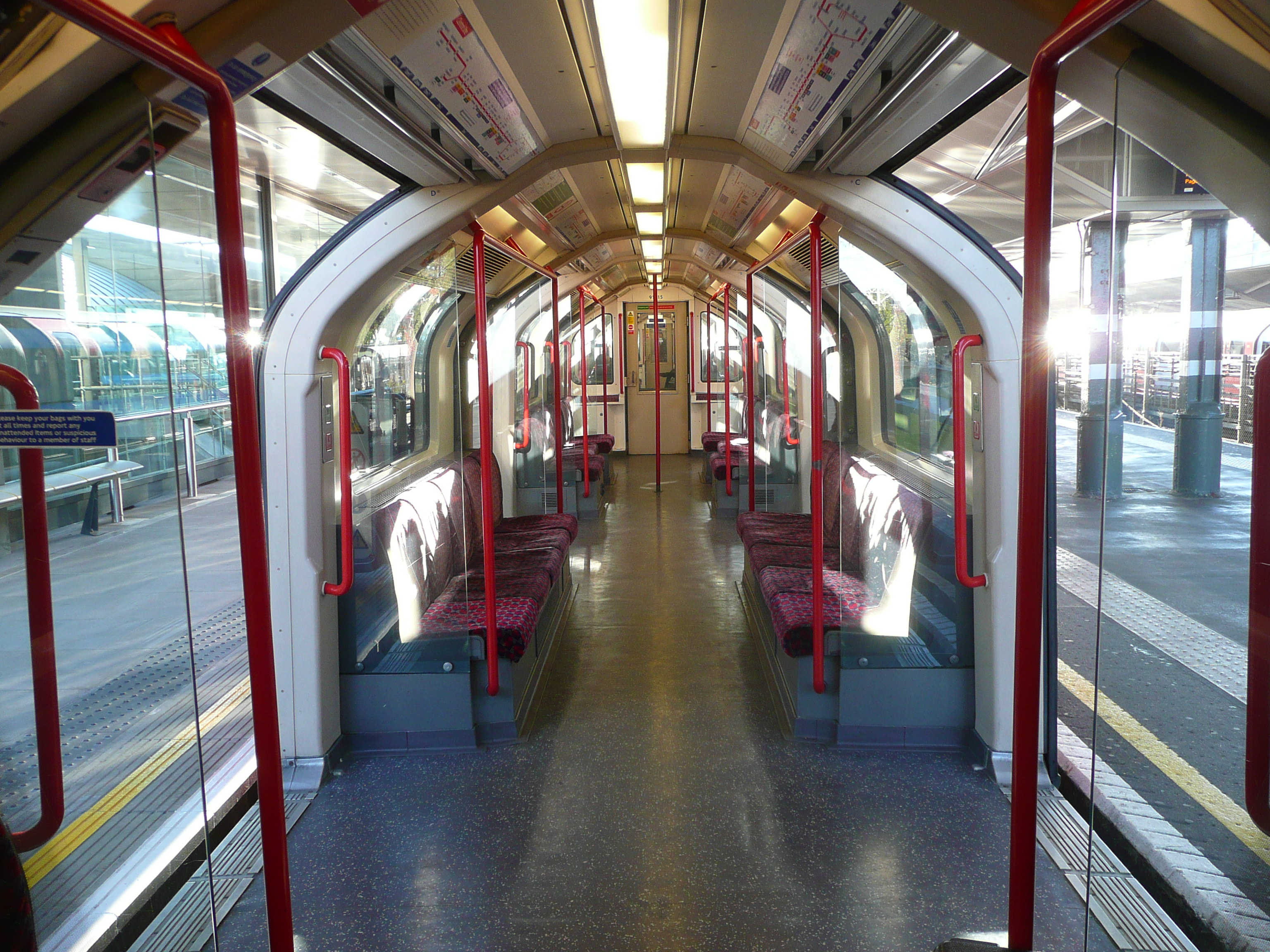
Quais 3 et 3a (Central line).
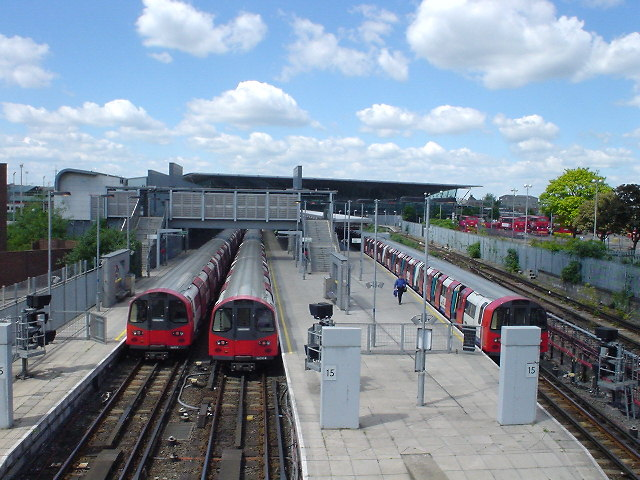
Terminus (Jubilee line).

### Intermodalité
Les deux plateformes de la station permettent des correspondances avec les trains de la gare de Stratford et les rames du Docklands Light Railway par les plateformes, des branches nord et est-nord, de la station Stratford (DLR).
De nombreuses lignes de bus ont un arrêt à proximité : 25, 69, 86, 97, 104, 108, 158, 238, 241, 257, 262, 308, 339, 388, 425, 473,678, D8, N8, N25, N86, N205.

## À proximité
- Stratford (Londres)
- Westfield Stratford City
- Parc olympique de Londres
- Tour Orbit